# Анри Абер
Хенри Хаберт, односно Хенри Хабер (Лублин, 13. септембар 1882. или 1883. – непознато) био је пољски Јеврејин који је као новинар и писац био активан у Фландрији, Холандији и Француској.

## Биографија
Године 1899. Хенри Хабер (хол. Henri Haber), тада студент, доселио се у Антверпен из Битома у Њемачкој. Након избијања Првог светског рата пребегао је из Белгије у Холандију. Од 1915. до 1919. године живео је у Амстердаму, да би се у лето 1919. године преселио у Париз.

## Новинар и писац у Амстердаму
Током свог боравка у Холандији писао је под француском именом Анри Абер (фр. Henri Habert) за холандски дневни лист De Telegraaf. Често је писао о ратним заробљеницима, избеглицама и свима онима који су на различите начине протерани из својих домовина. Неретко је иступао против Немачке и Аустрије, стајући на страну савезница у Првом светском рату. У јесен 1916. године постаје познат захваљујући фељтону "Каква је судбина странца у Холандији?" (Wat treft den vreemdeling in Holland?), у којем су странци који бораве у Холандији добили прилику да говоре о својим искуствима. Исте године издао је књигу на француском "У Холандији у време рата" (En Hollande pendant la guerre) базирану на фељтону. Зараду од ове књиге поклонио је француским ратним инвалидима.

## Ратни заробљеници у Холандији
У својим чланцима које је писао за De Telegraaf, али и у публикацијама насталим на основи њих, изнова се бавио судбинама ратних заробљеника. Тако је 1917. године интервјуисао руске заробљенике који су побегли из немачких логора смрти, а године 1919. дао је реч и српским заробљеницима који су након рата преко Холандије враћени у отаџбину. Они су неретко пре доласка у Холандију већ превалили дуг пут кроз аустријске и немачке логоре смрти (као на пример логор Јиндриховице). Њихова потресна сведочанства забележио је у књижици под насловом "Иза бодљикаве жице: по казивањима избеглих Срба" (Achter het prikkeldraad: naar verhalen van uitgeweken Serviërs). Превод ове књижице на српски језик објавио је Ариус - центар за научну и културну сарадњу између Србије и земаља низоземског говорног подручја 2018. године.